# Hammedata
Hammedata: /hameˈdaːta/, der Agagiter, war der Vater Hamans, des Beraters Ahasveros’ und Erzfeind der Juden am persischen Hof. (Est 3,1).

## Namensvarianten
Hebräisch: הַמְּדָתָא (Neuhebräisch: Hammedata, tiberisches System: Hamməḏāṯā’); Elberfelder Bibel (1985), Grünewalder Bibel, Gute Nachricht Bibel, Hoffnung für alle (1996) und Lutherbibel (1984): Hammedata; Elberfelder Bibel (1871; 1905), Lutherbibel (1912) und Neue-Welt-Übersetzung: Hammedatha; Schlachter-Bibel (1951; 2000): Hamedata; Lutherbibel (1545): Medatha. 